# Jurkowo (Świętajno)

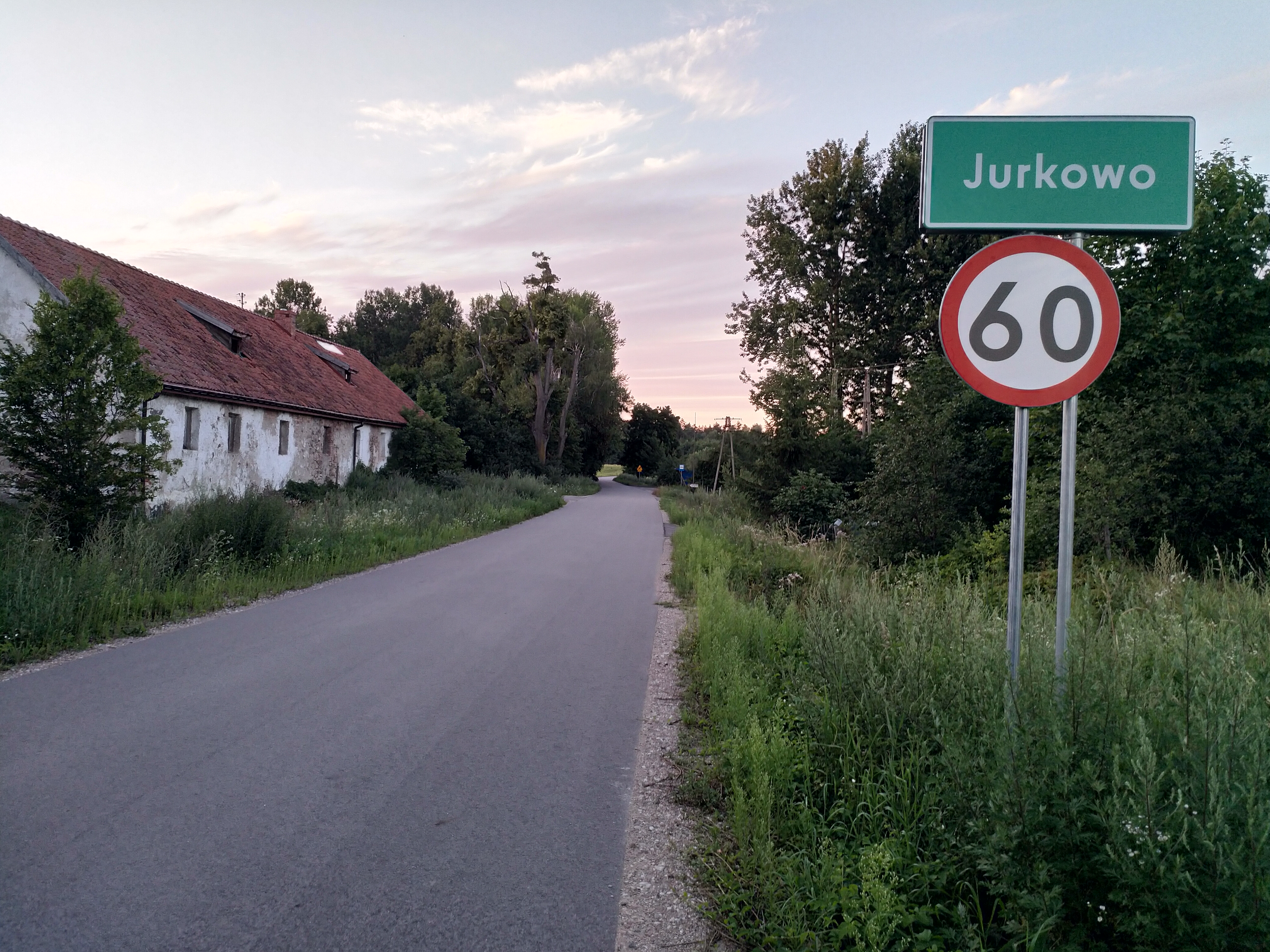
Jurkowo (2024)

Jurkowo ist ein Ort in der polnischen Woiwodschaft Ermland-Masuren, der zur Landgemeinde Świętajno (Schwentainen) im Powiat Olecki (Kreis Oletzko, 1933 bis 1945 Kreis Treuburg) gehört.
Jurkowo liegt im Osten der Woiwodschaft Ermland-Masuren, 14 Kilometer südwestlich der Kreisstadt Olecko (Marggrabowa, umgangssprachlich auch Oletzko, 1928 bis 1945 Treuburg).

## Geschichte
Ein geschichtlicher Hintergrund des Dorfes ist nicht bekannt, ebenso wenig eine etwaige deutsche Namensgebung vor 1945. Der Ort wurde nach Świętajno im Powiat Olecki eingegliedert, vor 1998 der Woiwodschaft Suwałki, seither der Woiwodschaft Ermland-Masuren zugehörig.

## Religionen
Jurkowo gehört zur evangelischen Kirchengemeinde Wydminy (Widminnen), einer Filialgemeinde der Pfarrei Giżycko (Lötzen) innerhalb der Diözese Masuren der Evangelisch-Augsburgischen Kirche in Polen und zur katholischen Pfarrkirche Świętajno im Bistum Ełk (Lyck) der Römisch-katholischen Kirche in Polen.

## Verkehr
Von der Woiwodschaftsstraße DW 655 ist Jurkowo über eine Nebenstraße erreichbar, die bei Dunajek (Duneyken, 1938 bis 1945 Duneiken) abzweigt und über Sulejki (Suleyken, 1938 bis 1945 Suleiken) nach Krzywe (Krzywen, 1934 bis 1945 Bergenau) führt. Eine Bahnanbindung besteht nicht.